# Helmeke Dannemann
Helmeke Dannemann (bl. 1530–1535 in Lübeck) war während der Wullenwever-Zeit Ratsherr der Hansestadt Lübeck.

## Leben
Über Helmeke Dannemanns Lebensdaten ist wenig bekannt. Er gehörte 1530 dem Bürgerausschuss der 64er in Lübeck an und wurde am 21. Februar 1533 aus diesem in den Rat der Stadt gewählt. Im März 1534 war er anstelle von Jürgen Wullenwever Gesandter der Stadt bei den Verhandlungen in Hamburg. Im Juli 1534 erklärte er als Gesandter Lübecks dem Rostocker Rat, Lübeck wolle die begonnenen Unternehmungen der Grafenfehde verantworten. Im November 1534 war erneut als Vertreter Lübecks gemeinsam mit dem Lübecker Syndicus Johann Oldendorp in Rostock, um mit den Wendischen Städten und Herzog Albrecht VII. von Mecklenburg über deren Kriegshilfe zu verhandeln. Selbst die Universität Rostock musste auf Weisung und gegen Bürgschaft des Rostocker Rats daraufhin den Lübeckern 330 fl. leihen. Dannemann trat vermutlich im August 1535 aus dem Lübecker Rat aus; gehörte ihm jedenfalls im September 1535 nicht mehr an.
In der Lübecker Marienkirche ist als eine der wenigen Grabplatten für Kinder die Grabplatte seines 1545 im Alter von elf Jahren verstorbenen Sohnes Helmeke Dannemann der Jüngere mitsamt dem Familienwappen dokumentiert, aber nicht mehr nachweisbar.
Helmeke Dannemann besaß das Haus Fischergrube 22.